# 鳥羽研二
鳥羽 研二（とば けんじ、1951年4月23日 - ）は、日本の医学者、医師。専門は、老年医学。

## 略歴
長野県松本市出身。長野県諏訪清陵高等学校を経て、1978年東京大学医学部卒業。東京大学医学部附属病院、東京警察病院、再び東京大学医学部附属病院勤務を経て、1988年テネシー大学生理学研究員。1993年 東京大学大学院医学系研究科博士課程修了。1995年東京大学医学部講師。1996年フリンダース大学老年医学研究員、東京大学医学部助教授。2000年杏林大学医学部高齢医学主任教授。2010年国立長寿医療センター（同年に国立長寿医療研究センターに改組）病院長。2014年同センター理事長・総長。2019年東京都健康長寿医療センター理事長。

## 著書

### 単著
- 『認知症の安心生活読本』主婦と生活社 2009年
- 『間違いだらけのアンチエイジング』朝日新書 2010年
- 『ウィズ・エイジング』グリーンプレス 2011年

### 共著
- 『老年看護病態・疾患論』佐々木英忠、荒井啓行、秋下雅弘 医学書院